# Qasim Said
Qasim Said Sanjoor Hardan (Salalah, 20 aprile 1989) è un calciatore omanita, attaccante del Dohfar e della Nazionale omanita.

## Carriera

### Club
Ha giocato dal 2007 al 2015 all'Al-Nasr. Nel 2015 si è trasferito al Dhofar.

### Nazionale
Ha esordito in Nazionale Nazionale nel 2008. Ha partecipato alla Coppa d'Asia 2015.